# Bugatti Type 55
Bugatti Type 55 är en sportbil, tillverkad av den franska biltillverkaren Bugatti mellan 1932 och 1935.
Type 55 var en sportversion av tävlingsbilen Type 51. Motorn hämtades från Type 51 medan chassit kom från Type 54. De flesta bilar levererades med öppna karosser av Jean Bugatti.